# Siekierka (województwo lubelskie)
Siekierka – kolonia w Polsce położona w województwie lubelskim, w powiecie bialskim, w gminie Konstantynów.
W zestawieniu miejscowości Państwowego Rejestru Nazw Geograficznych w polu uwagi zapisano: wg UG nazwa tożsama z nazwą Głuchowo (Id TERYT 1021837).
W latach 1975–1998 miejscowość administracyjnie należała do województwa bialskopodlaskiego.